# Georg Brochmann

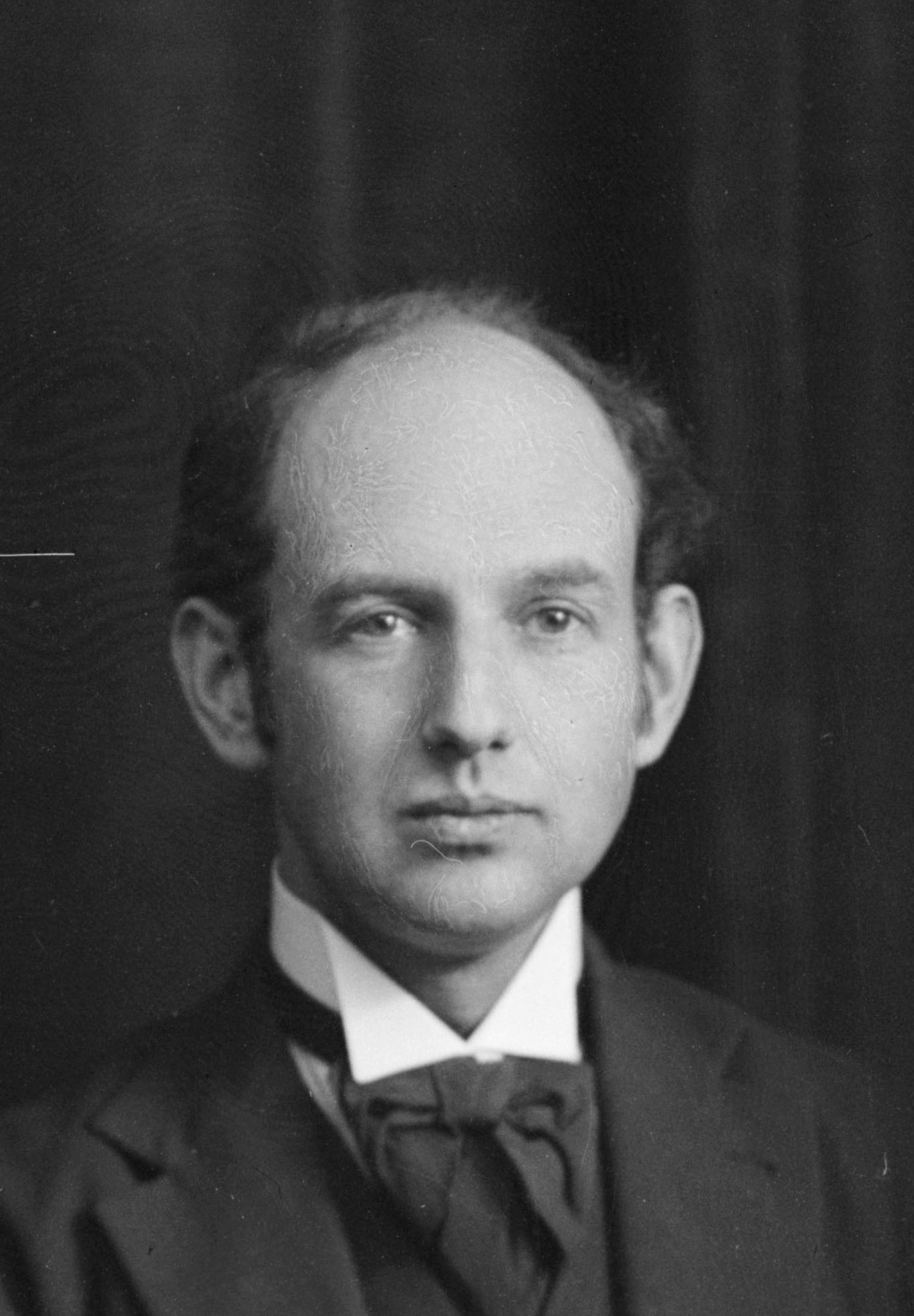
Georg Brochmann (1927)

Georg Brochmann, född 15 maj 1894, död 5 maj 1952, var en norsk journalist och författare.
Brochmann blev student 1913, utexaminerades från Norges tekniske høiskole i Trondheim 1918 och arbetade 1918-1922 som skeppsingenjör. Från 1922 arbetade han som journalist, från 1937 som redaktör för Hallo-Hallo. Brochmann utgav en rad skrifter om olika tekniska ämnen, de populärfilosofiska skrifterna Mennesket og maskinen (2 band 1937, svensk översättning 1938) och Mennesket og lykken (1945), den politiska studien Eventyret om TVA (1945), där Brochmann debatterade demokrati och planering, romanerna Snorre Kiær og hans kvinder (1925) och Dødståken (1931) samt skådespelen Provokatøren (1927), Teppet går op (1927), Seirens dag (1928), Vern (1932) och Batseba (1934).